# Quartier Militaire
Quartier Militaire ist eine Gemeinde im Zentrum von Mauritius und die Hauptstadt des Bezirks Moka. Die Gemeinde hat mit Stand 2011 rund 32.650 Einwohner.

## Umwelt
Quartier Militaire ist auf Mauritius für seine kalten Temperaturen  bekannt. Die kälteste je gemessene Temperatur lag bei nur 5 Grad Celsius. Im Osten der Gemeinde befinden sich die Ortsteile Camp De Masques und Medine, in denen ein viel milderes Klima herrscht. Im Westen befindet sich das Entwicklungsgebiet von Saint Pierre.

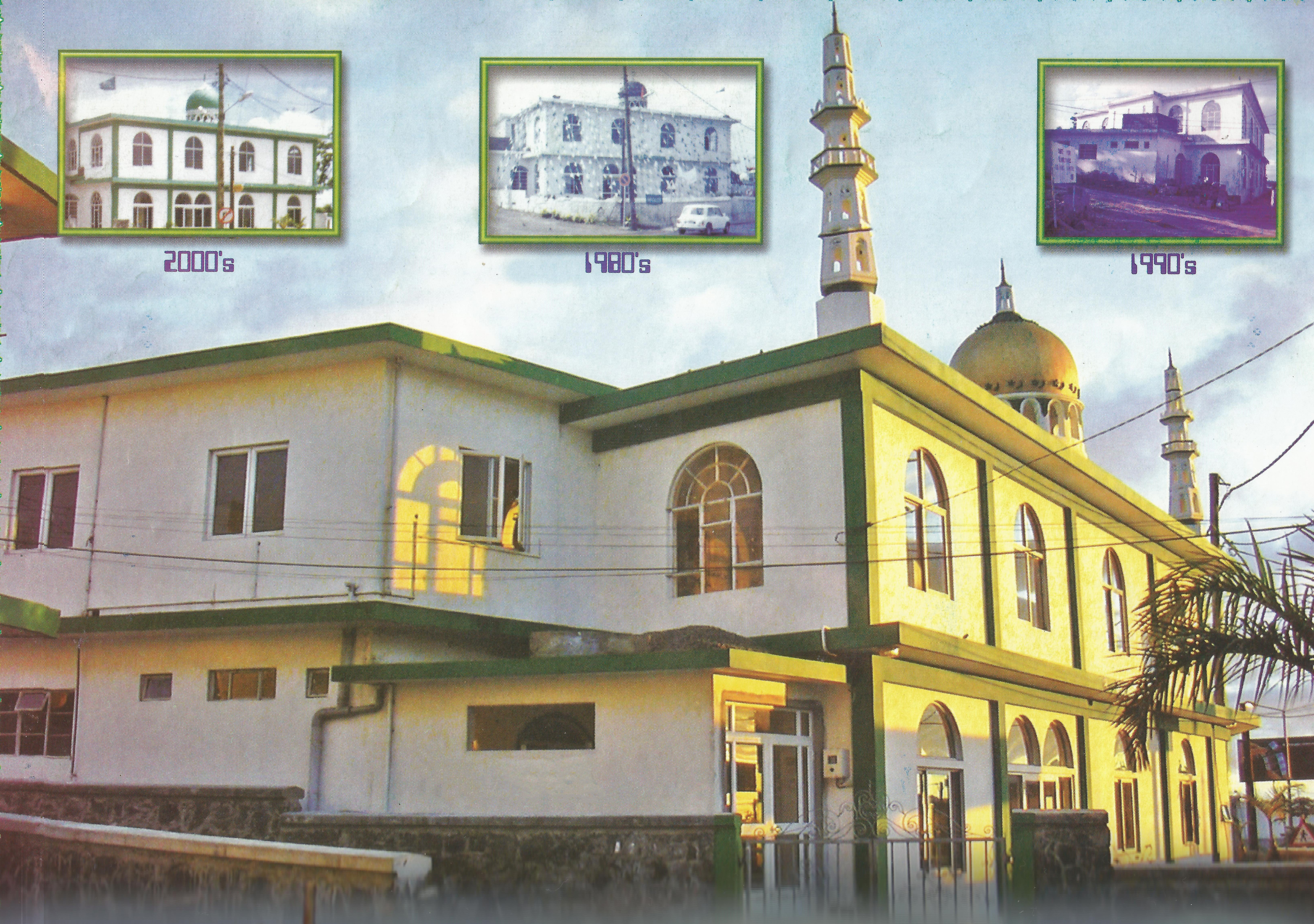
Ittefaq ul Muslemine Musjid

Weitere Ortsteile sind Curepipe, Hermitage, Belle Rive, Alma, Saint Pierre, Verdun, Highlands, Mont Ida und Melrose.

## Kultur
Das Quarter Militaire Stadion ist eine Attraktion für die Einwohner der Stadt. Providence ist das Hauptquartier für religiöse Aktivitäten. Dort befindet sich ein großer Hindutempel und auch ein islamisches Kulturzentrum wird dort gebaut, das das einzige im Bezirk Moka sein wird. Viele alte Tempel stehen noch da. Der Royal Plaza stellt das Zentrum des Ortes da. In dem sehr frequentierten Gebiet befindet sich unter anderem die Ittefaq-ul-Muslemine Musjid Moschee, das Polizeipräsidium, der Busbahnhof und eine Kirche.
Im Ort befinden sich außerdem Krankenhäuser, Sportplätze und Einkaufszentren. In der Nähe befindet sich auch der Valletta See, der sowohl bei Touristen, wie auch bei Einheimischen beliebt ist.

## Persönlichkeiten
- Sir Harold Edward Walter (1920–1992), Politiker, Arbeits-, Gesundheits- und Außenminister, in Quartier Militaire geboren